# Sam Bettens
Sam Bettens (ur. 23 września 1972 w Kapellen w Belgii jako Sarah Bettens) – belgijski wokalista zespołu K’s Choice. W 2019 wyoutował się jako transmężczyzna.

## Kariera

### K’s Choice
Rodzeństwo Sam i Gert Bettens byli dwiema najbardziej popularnymi twarzami zespołu. Zespół jest popularny w Belgii, Holandii i Francji. Był na trasie koncertowej w Stanach Zjednoczonych między innymi z The Verve Pipe, Tonic, Alanis Morissette i The Indigo Girls.

### Solo
Sam odniósł sukces również w karierze solowej, zaczynając od wydanej w 2004 EP-ki, Go. Cztery z pięciu piosenek z Go znalazły się na pierwszym albumie solo artysty, Scream, z 2005. Następna EP-ka z 2007, Fuzz, była dystrybuowana tylko online, a album z tego roku, Shine, jako bezpłatny dodatek do gazety De Morgen. W 2006 roku Bettens wygrał nagrodę EBBA za Scream. W 2008 Bettens wydał kolejny album, Never Say Goodbye. zapewniając wokale do soundtracków filmowych, m.in. Underworld, Wild Things, Zus i Zo i Leef!.

### Rex Rebel
W 2018 Sam razem z Reinoutem Swinnenem (klawiszowiec K’s Choice) i Wimem Van der Westenthe (perkusista K’s Choice) założyli zespół grający muzykę elektroniczną, Rex Rebel. Wydali debiutancki singiel "Big Shot" 21 października 2019, a debiutancki album, Run, 28 lutego 2020.

## Życie prywatne
17 maja 2019 Bettens dokonał coming outu jako transpłciowy mężczyzna o imieniu Sam. Wspomniał o rozpoczęciu hormonalnej terapii zastępczej i o tym, że może ona wpłynąć na jego głos. Przed coming outem Bettens publicznie określał się jako lesbijka (od maja 2002), a K’s Choice w latach 90. miało oddane lesbijskie fanki.
Bettens mieszka w Palm Desert, dokąd przeprowadził się z Johnson City, Tennessee w 2017 z rodziną.